# Síndrome de l'acrònim redundant
La síndrome de l'acrònim redundant o síndrome SAR és un terme lúdic per definir expressions formades per una paraula i un acrònim en què la paraula es repeteix. En són exemples, entre d'altres,"número PIN" (número d'identificació personal: en anglès es repeteix "número") o "pantalla LCD" (en anglès es repeteix "pantalla") o "virus VIH" (es repeteix "virus") o "memòria RAM" (es repeteix "memòria"). El terme va aparèixer en un article irònic a New Scientist.